# Nocturnal (Heltah Skeltah)
Nocturnal è il primo album del duo hip hop statunitense Heltah Skeltah, pubblicato nel 1996. È distribuito nei mercati di Stati Uniti, Canada, Europa, Regno Unito e Francia da Priority, Duck Down e Virgin Music. Nel 2015, in una riedizione commercializzata dalla Universal Music, l'album arriva anche in Giappone.
| Recensione | Giudizio |
| ---------- | -------- |
| AllMusic   | [ 1 ]    |
| The Source | [ 2 ]    |

## Tracce
1. Intro (Here We Come) – 3:29 (testo: K. Blake, J. McNair, J. Bush – musica: Buckshot, Lord Jamar)
2. Letha Brainz Blo – 4:19 (testo: P. Hendricks, S. Price, J. Bush – musica: Baby Paul)
3. Undastand – 4:13 (testo: P. Hendricks, S. Price, J. Bush – musica: Baby Paul)
4. Who Dat? – 1:43 (testo: K. Blake, S. Price, J. Bush – musica: Buckshot)
5. Sean Price – 4:22 (testo: D. Pearson, S. Price – musica: Shaleek	Ruck, Illa Noyz)
6. Clan's, Posse's, Crew's & Clik's – 5:20 (testo: E. Dewgarde, J. Bush, S. Price – musica: DJ Evil Dee)
7. Therapy – 4:32 (testo: P. Hendricks, S. Price, J. Bush, V. Mojica – musica: Baby Paul)
8. Place to Be – 2:45 (testo: S. Price, J. Bush, Shawn J. Period – musica: Shawn J. Period)
9. Soldiers Gone Psyco – 3:40 (testo: P. Hendricks, J. Bush, S. Price – musica: Baby Paul)
10. The Square (Triple R) – 4:20 (testo: S. Price, J. Bush, L. Johnson, B. Muniz – musica: Supreme)
11. Da Wiggy – 4:12 (testo: W. Dewgarde, J. Bush, S. Price – musica: Mr. Walt)
12. Gettin Ass Gettin Ass – 1:15 (testo: S. Price, V. Mojica – musica: Dr. Kill Patient aka Sean Price)
13. Leflaur Leflah Eshkoshka – 5:03 (testo: P. Hendricks, J. McNair, J. Bush, D. Yates, S. Price, B. Powell – musica: Baby Paul)
14. Prowl – 4:13 (testo: W. Dewgarde, J. Bush, B. Powell, S. Price – musica: Mr. Walt)
15. Grate Unknown – 4:18 (testo: D. Pearson, S. Price, J. Bush – musica: Shaleek)
16. Operation Lock Down – 4:25 (testo: E. Brooks, J. Bush, S. Price – musica: E-Swift)

## Classifiche settimanali
| Classifica (1996)         | Posizione massima |
| ------------------------- | ----------------- |
| Stati Uniti               | 35                |
| US Top R&B/Hip-Hop Albums | 5                 |